# Poolhall Junkies
Pour plus de détails, voir Fiche technique et Distribution.
Poolhall Junkies, ou Les Requins du billard au Québec, est un film américain réalisé par Mars Callahan, sorti en 2002. C'est le dernier film de Rod Steiger qui meurt 1 mois après la sortie.

## Synopsis
Johnny veut devenir un joueur de billard professionnel mais Joe, son mentor, préfère le garder auprès de lui pour ses arnaques. Johnny finit par couper les ponts, mais Joe, rancunier et  lui brise le poignet gauche. Johnny trouve un travail dans le bâtiment et renoue des liens avec son frère Danny, mais celui-ci, qui veut marcher sur ses traces comme joueur de billard, est battu lors d'une grosse partie par Brad, le nouveau protégé de Joe. Johnny se remet au billard avec l'aide du riche Mike, l'oncle de sa compagne Tara, pour payer la dette de son frère...

## Fiche technique
- Titre original et français : Poolhall Junkies
- Titre québécois : Les Requins du billard
- Réalisation : Mars Callahan
- Scénario : Mars Callahan et Chris Corso
- Photographie : Robert Morris
- Montage : James Tooley
- Musique : Richard Glasser et Charlie Terrell
- Société de production : Gold Circle Films
- Pays d'origine :  États-Unis
- Langue originale : anglais
- Format : couleur - 1.85 : 1 - Dolby Digital
- Genre : film sur le billard
- Durée : 99 minutes
- Dates de sortie : 
  -  États-Unis : 8 juin 2002 (CineVegas International Film Festival) ; 21 mars 2003 (sortie nationale)

## Distribution
- Mars Callahan : Johnny
- Chazz Palminteri (V. Q. : Mario Desmarais) : Joe
- Michael Rosenbaum (V. Q. : Renaud Paradis) : Danny
- Rick Schroder (V. Q. : Gilbert Lachance) : Brad
- Alison Eastwood (V. Q. : Aline Pinsonneault) : Tara
- Christopher Walken (V. Q. : Jean-Luc Montminy) : Oncle Mike
- Rod Steiger (V. Q. : Vincent Davy) : Nick
- Glenn Plummer (V. Q. : François L'Écuyer) : Chico
- Anson Mount (V. Q. : Jean-François Beaupré) : Chris
- Phillip Glasser : Max
- Richard Portnow (V. Q. : Yves Corbeil) : Toupee Jay
- Ernie Reyes Jr. (V. Q. : Nicolas Charbonneaux-Collombet) : Tang
- Peter Mark Richman (V. Q. : Jean-Marie Moncelet) : Phillip

Légende : V. Q. = Version Québécoise

## Accueil
Le film a rapporté 563 711 de dollars au box-office américain.
Il recueille 34 % de critiques positives, avec une note moyenne de 4,6/10 et sur la base de 44 critiques collectées, sur le site Rotten Tomatoes. Sur Metacritic, il obtient un score de 36/100 sur la base de 15 critiques collectées.